# Tetralycosa oraria
Tetralycosa oraria là một loài nhện trong họ Lycosidae.
Loài này thuộc chi Tetralycosa. Tetralycosa oraria được Ludwig Carl Christian Koch miêu tả năm 1876.